# Осада Браилова (1809)
Осада Браилова — осада и неудачный штурм русскими войсками крепости Браилов во время русско-турецкой войны 1806—1812 годов.
К началу возобновления боевых действий против турок, к весне 1809 года, в рядах русской Молдавской армии насчитывалось около 80 тысяч человек. Турки по-прежнему имели сильные гарнизоны в придунайских крепостях, их полевая 80-тысячная армия под командованием великого визиря концентрировалась на Балканах, в окрестностях Шумлы.
В конце марта Молдавская армия вступила в Дунайские княжества и развернулась на фронте Крайова — Бендеры. План главнокомандующего генерал-фельдмаршала А. А. Прозоровского заключался в следующем: сначала овладеть сильными крепостями на левом берегу Дуная, а затем перенести операции на правый берег, в пределы придунайской Болгарии. Объектом действий для русских войск одновременно намечались крепости Измаил, Браилов и Журжево; способ овладения — штурм. Крепость Браилов защищал 12-тысячный турецкий гарнизон под командой Ахмета-эфенди.

## Осада
8 апреля к Браилову подошел корпус генерала от инфантерии М. И. Кутузова. 11 апреля прибыла из Галаца речная флотилия, состоявшая из 22 судов, под начальством Акимова, которая, став около Браилова, приступила к его бомбардировке. В тот же день подошла осадная артиллерия. Крепость была обложена со всех сторон. По ночам с 12 по 20 апреля русскими войсками были выстроены параллели, пути сообщения, траншеи, редуты, батареи. Начался артобстрел турецких позиций, но «наши же сооружения были настолько удалены, что огонь с наших батарей не мог ничего сделать против земляных ретраншементов и огромных туров, из которых каждый составляет чуть не бастион».
13 апреля турки провели вылазку и атаковали правый фланг русских позиций, но атака была отражена с большими для них потерями.
«Прозоровский, решившись штурмовать Браилов, поручил генералу Кутузову составить диспозицию, а Кутузов дело это передал для исполнения подполковнику генерального штаба К. Ф. Толю». Штурм предполагался ночной, внезапный для противника. Штурмующий отряд (18 батальонов, всего 7000 войск) был разделен на три колонны.

## Штурм
В 11 часов ночи 20 апреля войска двинулись к валам крепости. Колонна князя В. В. Вяземского сбилась в темноте с пути, «почти вся провалилась в погреба сгоревших домов и, приняв их за ров крепости, начала стрелять и совершенно расстроилась, даже не дойдя до рва. Стали ставить лестницы, но они оказались короткими». Русские солдаты подверглась уничтожающему расстрелу со стороны осажденных турок. В 13 егерском полку из 1100 человек было потеряно убитыми и ранеными около 900 солдат и офицеров.
Атакующие батальоны остальных двух колонн, С. Я. Репнинского и Н. З. Хитрово, вырвавшись вперед, спустилась в ров и открыли огонь: «стреляли в воздух и друг в друга, даром расходуя патроны и бестолково крича ура!» По тревоге турки спешно заняли свои места и залпами при свете горящих факелов и осмоленных бочек встретили штурмующих. Солдаты, «попав в глубокие рвы; не в состоянии были не только идти на приступ, но даже вылезти из рвов; они умирали, не имея возможности ни защищаться, ни поражать врагов».
«Генералу Эссену 3-му было приказано произвести на нашем левом фланге фальшивую атаку, но у него не оказалось лестниц».
Штурм окончился только в 11 часов утра, то есть длился 12 часов. «Никто не смел сказать Прозоровскому, что надо отступать; наконец, Кутузов сообщил ему, что штурм отбит». Прозоровский приказал отступать. Для прикрытия отступления он приказал открыть огонь из всех батарей, поэтому преследования не было. Только на левом фланге турки преследовали колонну Репнинского, но были отбиты. Во время штурма русские войска потеряли 2229 убитыми и 2550 ранеными.
Неудачный штурм вызвал упадок духа в войсках. 7 мая Прозоровский снял осаду Браилова и прекратил активные действия. Отправив в госпиталь раненых и больных и сняв осаду, армия отступила за реку Сереть, где расположилась лагерем; главная квартира разместилась в Галаце.